# Arrayán (serie de televisión)
Arrayán fue una serie de televisión española, creada por Eduardo Galdo y producida por Linze TV y Galdo Media —mismo creador y productoras que la serie predecesora, Plaza Alta— para Canal Sur Televisión. La serie se emitió con gran éxito de audiencia desde el 3 de febrero de 2001 hasta el 9 de enero de 2013. La duración de cada capítulo era de aproximadamente entre 25 y 30 minutos, y se emitía de lunes a jueves a las 21h45, si bien hubo temporadas en las que llegó a emitirse también los sábados y domingos.

## Historia
La historia transcurría en un hotel de lujo existente en una localidad ficticia —aunque se rodaba en la localidad malagueña de Coín— de la costa andaluza, llamado "Hotel Arrayán". D. Germán Santisteban (Agustín González), su creador y director durante décadas, va a jubilarse; sin embargo, muere asesinado. Esto inicia toda una cadena de acontecimientos.
La serie tuvo multitud de historias y personajes diferentes a lo largo de los años, siendo el único contexto común en toda su trayectoria la vida cotidiana en el hotel, la de sus trabajadores y la relación con otros empleados y con los clientes.
Fue un trampolín para muchos actores andaluces. También contó con la participación de reconocidos actores del panorama nacional español, no solo el andaluz.
El 9 de enero de 2013 se emitieron los 5 últimos capítulos de la serie, poniendo punto final a la segunda serie más duradera de la televisión en España hasta el momento, tras la vasca Goenkale.

## Equipo

### Técnico
- Además de los actores, la serie contaba con un gran equipo técnico conformado por más de 175 personas. Muchos de ellos eran jóvenes recién licenciados en la universidad. También había un equipo de grabación en exteriores para muchas de las secuencias de la serie.

Producción ejecutiva y creación
- Eduardo Galdo

Dirección
- Antonio Hens
- Ismael Morillo
- Leo Vega
- Santiago Pumarola
- Tacho González
- Tito Rojas

Dirección-realización
- Alicia Toré
- Carlos Ruz
- Eva Bermúdez de Castro
- Francisco Fernández Franco
- J. J. Cortés
- Jaime D. Triviño
- José María Martín Yeste

Guion
- Ángel Galdo
- Arturo Cid
- Eduardo Galdo
- Fátima Martín
- Ignacio García
- José Antonio Vitoria
- Juan Larrondo
- Julio Pavón
- Lea Vélez
- Leslie Wilhelmi
- Marco Tulio Socorro
- María Helena Portas
- Marta Azcona
- Nuria Lucena
- Rossana Negrín
- Salvador Perpiñá
- Santiago Tabuenca
- Susana Prieto
- Tacho González
- Victoria Román
- Virginia Yagüe

### Artístico
- Enrique Miranda: Fonsi, el Fumigador (2003-2004)
- Raquel Infante: Sole (2002–2004, 2007–2008, 2012–2013)
- Eva Pedraza: Charo Valverde/Rocío Valverde (2003–2007, 2010)
- Susana Córdoba: Sofía (2001–2002, 2008–2011)
- Silvia Medina: Raquel (2004–2006, 2007)
- Remedios Cervantes: Pilar Torres (2001–2003)
- Miguel de Miguel: Yeray (2002–2003, 2005–2008)
- José Manuel Seda: Pablo Santisteban (2001–2002)
- Cuca Escribano: Teresa (2001–2002)
- Aníbal Soto: Eloy (2003–2005)
- Salvador Guerrero: Mario (2002–2004, 2006–2007)
- Carolina Cerezuela: Julia (2003–2004)
- Miguel Hermoso Arnao: Román (2012–2013)
- Manuel San Martín: Diego (2004–2005)
- Ricardo Arroyo: Mateo Sevilla (2001–2002, 2004–2005)
- Ramón Esquinas: Héctor (2004–2005)
- Antonio Pagudo: Juan (2004–2005)
- Juan Gea: Sergio Bolívar (2006–2007)
- Jaime Puerta: Iván García Palacios (2006–2007)
- Rocío Peláez: Alba (2006–2008)
- Anmi Lamar: Isra (2006–2008)
- Cristina Alarcón: Paula Villar (2006–2008)
- Sergio Mur: Alberto (2008–2009)
- Lola Manzanares: Montse (2009–2010)
- Iván Gisbert: Martín (2009–2010)
- Mighello Blanco: Julián (2010–2011)
- Aleix Albareda: Jorge del Valle (2009–2010)
- Jesús Cabrero: Carlos (2012–2013)
- Roberto San Martín: Alberto de Villena (2012–2013)
- Mariano Peña: Lorenzo (2001–2002)
- Puchi Lagarde: Livia (2002–2003)
- Noemí Martínez: Alejandra (2002–2003)
- Juan Carlos Villanueva: Domingo Morales (2004–2005)
- Ana Velázquez: Rocío Morales (2004–2006)
- Mauricio Bautista: Santiago (2004–2005)
- Raúl Zajdner: Vicente Morales (2004–2005)
- Beatriz Catalán: Irene (2001–2002, 2004–2005)
- Inés Sájara: Blanca (2006–2007)
- Rebeca Torres: Noelia Pineda (2007–2008)
- Pedro Rebollo: Pedro Tejada (2007–2008)
- Ibai Sánchez: Mar (2007–2008)
- Bermu Díaz: Jorge (2007–2008)
- Nicolás Vega: Ricardo Modet (2007–2008)
- Estefanía Sandoval: Marina (2007–2013)
- Carlos Madrigal: Gonzalo (2009)
- Juan Jesús Valverde: Constantino del Castillo (2010–2013)
- Paco Racionero: Práxedes Mateo Morales (2010–2011)
- Marta Eguía: Nerea (2010–2011)
- Celine Fabra: Marta (2011–2013)
- Sofía Mazagatos: Nuria Galán (2003–2004)
- Luis Fernández: David (2003–2004)
- Antonio Garrido: Víctor Fortuny (2004)
- Manolo Solo: Marcelo (2004)
- Marisol Membrillo: Caridad (2002–2004)
- Mirtha Ibarra: Vicky (2004–2005)
- Germán Cobos: Arturo (2001–2005)
- Agustín González: Don Germán (2001)
- Máximo Valverde: Cayetano (2002–2003)
- Fabiola Toledo: Rosa Villalobos (2004–2007)
- Conchita Goyanes: Leonor (2009–2013)
- Paula Sebastián: Bárbara (2010–2011)
- María Garralón: Loreto (2011–2012)
- Pablo Puyol: Hugo (2012–2013)
- Raquel Meroño: Begoña (2012–2013)
- Santiago Meléndez: José Luis (2001–2002)
- Micaela Quesada: Bárbara (2001–2002)
- Gracia Carvajal: Emilia (2001–2002)
- Manuel Roldán: Abel (2002–2003)
- Isabelle Coursin: Ana (2002–2003)
- Maribel Chica: Verónica (2006–2007)
- María José Torvisco: Macarena (2006–2007)
- Javier Márquez: Felipe (2006–2008)
- Sauce Ena: Lucía Reyes (2006–2010)
- Jesús Carrillo: Gustavo (2009–2013)
- María Delgado: Isabel (2003, 2008–2013)
- Raúl Solís: Rodrigo del Valle (2010–2012)
- Ángel Jodrá: Venancio (2010–2011)
- Juan Manuel Lara: Matute (2012–2013)
- Alberto Ferreiro: Lolo (2011–2013)
- Sara Sálamo (2012) / Ana Rujas (2012–2013): Esther (sobrina de Isabel)
- Àlex Casademunt: Pablo Gálvez (2008–2010)
- Rocío Madrid: Sandra (2006–2009)
- Carlos Castel: Daniel Santisteban (2001)
- Alberto Amarilla: Jorge (2001–2002)
- Inma Molina: Silvia (2001–2002)
- Nuria Benet: Paula (2010–2011)
- Paula Meliveo: Susana (2009–2013)
- Rebeca Tébar: Manoli (2011–2013)
- María Alfonsa Rosso: Paqui (2001–2002)
- Mónica Cruz: Mónica (2001)
- Joaquín Luna: Andrés (2001–2002)
- Pepe Salas: Florentino (2001–2003)
- Victoria Mora: Carolina (2002–2003)
- Fernanda Otero: Fernanda (2002–2003)
- Julio Pereira: César (2002–2003)
- Emilio Buale: René (2001–2002)
- Moncho S. Diezma: Lucena (2001–2002)
- Candela Fernández: Laura (2001–2003)
- Pedro Segura: Juanje (2001–2002)
- Fanny de Castro: Rosario (2002–2003)
- Esteban Jiménez: Roberto (2002–2003)
- Maggie Civantos: Angélica (2012–2013)
- Virginia Nölting: Teresa Pons (2010–2013)
- José María del Castillo: Tomás (2008)
- Guillermo Vallverdú: Javier (2010)
- Antonio Salazar Luque: Cati (2001–2002)
- Alejandro Navamuel: Antonio Rivas (2007)
- Daniel Delevin: Detective Alonso (2011)
- Nuhr Jojo: Menchu (2007)
- Antonio Zafra: Pepe (2010)
- Rocío Rubio: Elena Duarte (2008)
- Álvaro Morte: Tomás Méndez Prados (2005)
- Inma Pérez-Quirós: Ana Prados (2005)
- Eloi Yebra: Quique Montes (2011)
- Concha Galán: Otilia Andrade (2011)
- Andrea Dueso: Dolores Romero Andrade (2011)
- Aurelio Trillo: Pedro Méndez Prados (2008)
- Roberto Correcher: Lázaro (2011)
- Eduardo Velasco: Ernesto Mendoza (2011)
- Pedro Cunha: Benja (2011)
- Ismael Román Moreno y David de Gea: Asier (2011)
- Nuria Herrero: Angie (2010–2012)
- Rubén Sanz: Alejandro Mercader (2011–2012)
- Mercedes Salazar: Camila (2011–2012)
- Liberto Rabal: Tony (2011–2012)
- Fernando Ramallo: Diego (2011–2012)
- Aída de la Cruz: Valentina (2011–2012)
- Enrique Alcides: Juan Contreras (2011–2012)
- Julián Martínez: Bermúdez (2011–2012)
- Antonio Velázquez: Eloy (joven) (2004)
- Vicente Romero: Nicolás (2004)
- Mari Cielo Pajares: Marga (2004)
- Manuel Ángel Jiménez: Abogado (2011–2012)
- Daniel Dewald: Carlos (2008)
- Alberto Iglesias: Enrique (2011–2012)
- Manuel Valenzuela: Inspector Miralles (2011–2012)
- Francisco Conde: César (2011)
- Enrique Asenjo: Rafael (2012)
- Sofía Monreal: Sara (2012)
- Javier Ambrossi: Jessie (2012)
- Eduardo Rocha: Nelson (2006–2009)
- Georbis Martínez: Zambrano (2012)
- David García-Intriago: Miguel Ángel (2010–2012)
- Miguel Ramiro: Armando (2009)
- María Jesús Hoyos: Nuria (2012)
- María José Barroso: Doctora Laura Hinojosa (2012)
- Carlos Rodríguez: Fidel (2012)
- Carlos Cabero: Rafa (2006–2007)
- Raúl Sanz: Santos (2009–2011)
- David Carrillo: Carlos (2012–2013)
- Rosibel Vindel: Eliana (2009)
- Israel Rodríguez: Daniel Rodríguez-Bofarull (2009)
- Rafael Reaño: José María (2009)
- Antonio Navarro: Víctor (2009)
- Alba Ferrara: María Luisa García (2006)
- Antonio Ibáñez: Santiago (2010)
- Ángel Caballero: Adrián (2011)
- Luis Hostalot: Andrés del Valle (2010)
- Elena de Frutos: Maya (2010)
- Javier Alcina: Dionisio Nally (2006)
- Eloína Marcos: Susi (2005)
- Juan Ceacero: Alfredo (2005)
- Israel Frías: Salvador (2005–2006)
- Eva Almaya: Miriam (2005–2006)
- Alejandro Sigüenza: Gabriel Palacios (2005)
- Pablo Rojas: Joaquín (2003,2005)
- Paco Morales: Álvaro Montesdeoca (2002)
- Araceli Campos (2004–2005)
- Alberto Martín (2004–2005)
- Asunción Galiano (2004–2005)
- Jorge Páez (2010–2011)
- Claudia Gravi (2010–2011)
- Claudia Molina (2012)
- Rey Montesinos (2011–2013)
- Juan Alberto López (2012)
- Juan Ripoll (2011–2012)
- Inés Díaz (2012)
- Ana Ruiz (2005)
- Joaquín Núñez (2011)
- Adelfa Calvo (2010)
- José Manuel Poga (2010)
- Antonio Reyes (2004)
- Marco de Paula (2004)

## Rodaje
El rodaje partía de los guiones creados por un equipo de hasta 15 guionistas, que desarrollaban las diferentes tramas planteadas anteriormente, independientes pero con pequeños nexos de unión entre ellas. La grabación se realizaba por las productoras Linze TV y Galdo Media en los estudios de Loasur Audiovisual, instalados en Coín (a unos 30 km de Málaga), lugar donde ya se grabaron en su momento otras series como Plaza Alta (1998-2001) también para Canal Sur.

## Audiencias
La serie se convirtió en un éxito desde sus primeros capítulos. Según sus creadores, la clave estaba en contar tramas donde se dibujaba una Andalucía actual y urbana. Esas tramas recorrían temas como drogas, delincuencia, inmigración, relaciones humanas y sentimentales, etc.
Prueba de su éxito era haber recibido varios premios, siendo el más destacado el Premio Ondas en 2005 a la mejor serie española "por haber sido pionera en el género de ficción televisiva diaria en prime-time con un éxito destacado".
| Temporada anual | Episodios | Audiencia    | Audiencia         | Audiencia                    |
| Temporada anual | Episodios | Espectadores | Cuota de pantalla | Horario                      |
| --------------- | --------- | ------------ | ----------------- | ---------------------------- |
| 2001            | 127       | 512 000      | 20,0%             | Datos desconocidos           |
| 2002            | 151       | 690 000      | 24,5%             | Datos desconocidos           |
| 2003            | 140       | 735 000      | 25,5%             | Datos desconocidos           |
| 2004            | 170       | 893 000      | 29,4%             | Datos desconocidos           |
| 2005            | 195       | 905 000      | 29,3%             | Datos desconocidos           |
| 2006            | 223       | 898 000      | 28,9%             | Sábados-jueves, 21:50-22:23  |
| 2007            | 248       | 799 000      | 25,6%             | Sábados-jueves, 21:51-22:24  |
| 2008            | 219       | 693 000      | 21,9%             | Domingos-jueves, 21:47-22:22 |
| 2009            | 212       | 651 000      | 20,1%             | Domingos-jueves, 21:53-22:29 |
| 2010            | 206       | 575 000      | 17,0%             | Domingos-jueves, 21:52-22:33 |
| 2011            | 177       | 511 000      | 14,6%             | Domingos-jueves, 21:56-22:41 |
| 2012            | 147       | 424 000      | 11,8%             | Domingos-jueves, 21:53-22:29 |
| 2013            | 5         | 527 000      | 13,7%             | Lunes-jueves, 21:53-22:49    |
| Total           | 2 220     | 678 000      | 21,7%             | Sábados-jueves, 21:47-22:49  |

- Rocío, casi madre promedió 634.000 espectadores y un 18,1% de cuota de pantalla durante sus 11 emisiones en 2007, entre el 10 de octubre y el 26 de diciembre del mismo año, los miércoles de 22:23 a 23:31 y 521.000 espectadores y un 14,9% de cuota de pantalla durante sus 24 emisiones en 2008, entre el 2 de enero y el 25 de junio del mismo año, los miércoles de 22:23 a 23:29. El promedio de los 35 episodios fue de 557.000 espectadores y un 15,9% de cuota de pantalla.
- Ponme una nube, Rocío promedió 431.000 espectadores y un 12,5% de cuota de pantalla, durante sus 13 emisiones, entre el 24 de septiembre y el 17 de diciembre de 2008, los miércoles de 22:22 a 23:26.

## Spin-offs
Eva Pedraza fue durante 4 años la protagonista de Arrayán, interpretando el papel de Charo Valverde. Debido al éxito de este personaje, en 2007 se creó un spin-off, Rocío, casi madre, serie semanal protagonizada por Rocío Valverde, la hermana gemela de Charo, a quien también daba vida Pedraza. En esta serie se dieron a conocer varios actores que más tarde darían el salto a la televisión nacional como Alejandro Albarracín, Patricia Montero o Víctor Sevilla. A pesar de la buena acogida en audiencias, para la segunda temporada la productora decidió dar un cambio radical a la serie, abandonando el dramatismo de la serie madre y la primera temporada, y transformando la ficción en una comedia. Para ello, se incorporó como coprotagonista a Paz Padilla como Flor, prima y enemiga de Rocío, y la serie pasó a llamarse Ponme una nube, Rocío, convirtiéndose así en el spin-off del spin-off.

## Sintonías
La primera sintonía de Arrayán fue una melodía instrumental creada específicamente para la serie y titulada He reservado una habitación. Posteriormente, fueron muchos los cantantes y grupos musicales andaluces que pusieron su voz a la cabecera de la serie, incluso para algunos de ellos fue el trampolín que les dio a conocer. Las canciones que a lo largo de los años, acompañaron a la cabecera de Arrayán fueron la versión lenta de "No me pidas más amor", "Abre tu mente" y "Loca" de Merche; "Devuélveme la vida" de Miguel Céspedes; "Dame cariño" de Radio Macandé; "Yo te haría una casita" y "Nena" de Decai; "Búscate un hombre que te quiera" y "A mí na má" de El Arrebato; "La vida da vueltas" de Cortés; "Y ahora" de Manuel Carrasco; "Un día redondo" de La Guardia; "Tus ojitos" y "Me compartiría" de Antonio Romero; "Mentías" de Juan Peña; "Tengo un amor" de Gala Évora; "Tienda de muñecas" de Lukas con K y "Quiero que estés aquí" de María Villalón.